# Paidia fuliginosa
Paidia fuliginosa là một loài bướm đêm thuộc phân họ Arctiinae, họ Erebidae.